# Georg von der Gabelentz
Hans Georg Conon von der Gabelentz (Altenburg, 16 de marzo de 1840 - Lemnitz, Turingia, 11 de diciembre de 1893), fue un lingüista y sinólogo alemán.

## Biografía
Su padre fue el lingüista Hans Conon von der Gabelentz.
Fue uno de los precursores del moderno estudio sincrónico de las lenguas. 

## Membresías
- Academia Prusiana de las Ciencias.

## Obras

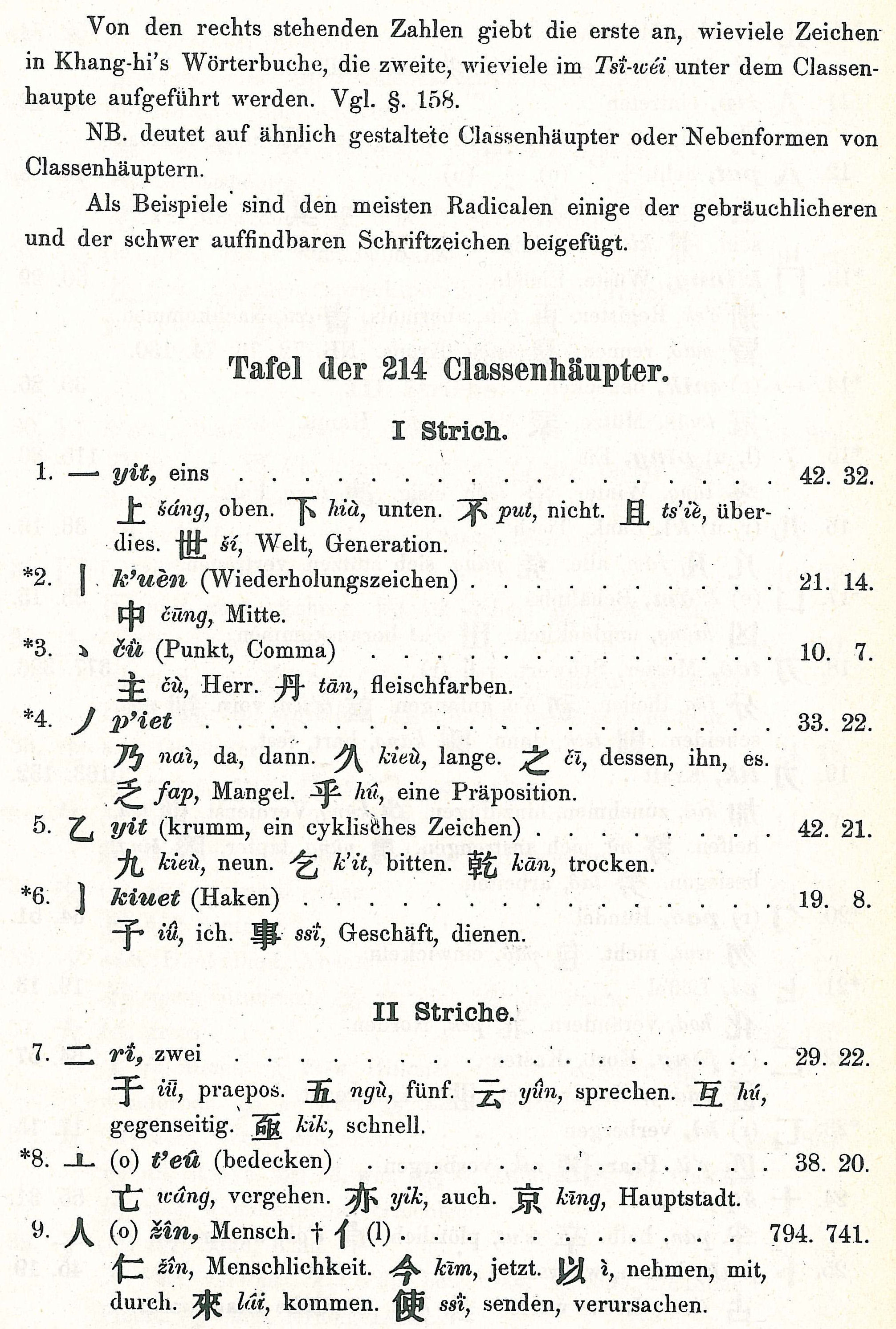
Comienzo de la lista de radicales de la Chinesischen Grammatik

- 1860, Spuren eines ausgebildeten Conjugationssystems im Dayak. In: Zeitschrift der Deutschen Morgenländischen Gesellschaft (ZDMG), 14, S. 547ff.
- 1869, Ideen zu einer vergleichenden Syntax. In: Zeitschrift für Völkerpsychologie und Sprachwissenschaft 6
- 1875, Weiteres zur vergleichenden Syntax. In: ZDMG 8
- 1876, Thai-kih-thu, des Tscheu-tsi Tafel des Urprinzipes, mit Tschu-hi's Commentare nach dem Hoh-pih-sing-li. Chinesisch mit mandschuischer und deutscher Übersetzung, Einleitung und Anmerkungen. (Dissertation Dresden).
- 1878, Beitrag zur Geschichte der chinesischen Grammatiken und zur Lehre von der grammatischen Behandlung der chinesischen Sprache. In: ZDMG 32, S. 601ff.
- 1878, Ein Probestück vom chinesischen Parallelismus. In: Zeitschrift für Völkerpsychologie und Sprachwissenschaft 10
- 1879, Kin Ping Mei, les aventures galantes d'un épicier. Roman réaliste, trad. du Mandchou. Rev. orient. et américaine (Paris) (pub. par León de Rosny).
- 1880, Zur chinesischen Philosophie. In: Wissenschaftliche Beilage der Allgemeinen Zeitung Nr. 92.
- 1881, Chinesische Grammatik, mit Ausschluss des niederen Stils und der heutigen Umgangssprache. Leipzig: Weigel. Reprograph. Nachdruck: Berlín: Deutscher Verlag der Wissenschaften, 1953.; 4., unveränd. Aufl. Halle (Saale): Niemeyer, 1960.
- 1881, Die ostasiatischen Studien und die Sprachwissenschaft (Leipziger Antrittsrede). In:  	Unsere Zeit: dt. Revue d. Gegenwart; Monatsschr. zum Conversationslexikon. Leipzig: Brockhaus 1881.
- 1881, Sur la possibilité de prouver l'existence d'une affinité généalogique entre les langues dites indochinoises. In: Atti del 4. Congresso Internazionale degli Orientalisti 1878 / International Congress of Orientalists 4, 1878. Firenze 1878 vol. II, S 283-295. Reprint Nendeln: Kraus, 19XX.
- 1882, On a new Chinese grammar. In: Abhandlungen des 5. Internationalen Orientalisten-Congresses, gehalten zu Berlín im September 1881. Berlín 1882, Band II, 2 1882, S. [81] - 86.
- 1882 (mit Adolf Bernhard Meyer): Beiträge zur Kenntnis der melanesischen, mikronesischen und papuanischen Sprachen, ein erster Nachtr. zu Hans Conon's von der Gabelentz Werke „Die melanesischen Sprachen“. In: Abhandlungen der Philologisch-Historischen Klasse der Königlich-Sächsischen Gesellschaft der Wissenschaften Leipzig, Bd. 8, Nr. 4.
- 1883, Einiges über das Verhältnis des Mafoor zum Malayischen. In: Bijdragen tot de taal-, land- en volkenkunde. Koninklijk Instituut voor de Taal-, Land- en Volkenkunde van Nederlandsch-Indie, Leiden.
- 1883, Anfangsgründe der chinesischen Grammatik mit Uebungsstücken. Leipzig: Weigel, 1883.
- 1884, Über Sprache und Schriftthum der Chinesen. In: Unsere Zeit: dt. Revue d. Gegenwart; Monatsschr. zum Conversationslexikon. Leipzig: Brockhaus 1884.
- 1884, Zur grammatischen Beurteilung des Chinesischen. In: Internationale Zeitschrift für allgemeine Sprachwissenschaft (hrsg. v. F. Techmer) 1, S. 272-280.
- 1885, Einiges über die Sprachen der Nicobaren-Insulaner. In: Königlich-Sächsische Gesellschaft der Wissenschaften. Philologisch-Historische Klasse: Berichte über die Verhandlung, 37, 9, S. 296-307
- 1885, Kolarische Sprachen. In: Ersch und Grubers Allgemeine Enzyklopädie der Wissenschaften und Künste 1885, II. Serie, Bd. 84, S. 104-108.
- 1885, Kuki. Volk und Sprache. In: Ersch und Grubers Allgemeine Enzyklopädie der Wissenschaften und Künste 1885, II. Serie, Bd. 38.
- 1885, Kunama-Sprache. In: Ersch und Grubers Allgemeine Enzyklopädie der Wissenschaften und Künste 1885, II. Serie, Bd. 38.
- 1885, Zur Lehre von der Transkription. In: Internationale Zeitschrift für allgemeine Sprachwissenschaft (hrsg. v. F. Techmer), 2, S. 252-257. Bericht d. Kgl. Sächs. Gesellschaft d. Wissenschaften, philol.-hist. Classe., Sitzung am 11. Dec. 1886.
- 1886, Some additions to my Chinese grammar. In: Journal of the China Branch of the Royal Asiatic Society (Shanghai) N. S. 20. 
  - 1944 Erwin von Zach: Zum Ausbau der Gabelentzschen Grammatik nebst von der Gabelentz' eigenen „Additions“. Hrsg. vom Deutschland-Inst. Beijing, 1944.
- 1887, Das taoistische Werk Wên-tsi. In: Königlich-Sächsische Gesellschaft der Wissenschaften. Philologisch-Historische Klasse: Berichte über die Verhandlung, 39,14.
- 1887, Zur chinesischen Sprache und zur allgemeinen Grammatik. In: Internationale Zeitschrift für allgemeine Sprachwissenschaft (hrsg. v. F. Techmer) 3, S. 93-109.
- 1888, Beiträge zur chinesischen Grammatik. Die Sprache des Čuang-Tsï. In: Abhandlungen der Philologisch-Historischen Klasse der Königlich-Sächsischen Gesellschaft der Wissenschaften, 10, 8; Seiten 582-638.
- 1888, Confuzius und seine Lehre. (Leipzig).
- 1888, Über den chinesischen Philosophen Mek Tik. In: Königlich-Sächsische Gesellschaft der Wissenschaften. Philologisch-Historische Klasse: Berichte über die Verhandlung, 40, 3, Seiten 62-70.
- 1888, (August Friedrich) Pott. In: Allgemeine Deutsche Biographie 1888, 26, S. 478-485. Abgedr. in: Thomas A. Sebeok,  (Hrsg.): Portraits of linguists. A biographical source book for the history of Western linguistics 1746-1963. 1966. 2 Bde., S. 251-261.
- 1889, Der Räuber Tschik, ein satirischer Abschnitt aus Tschuang-tsi. In: Königlich-Sächsische Gesellschaft der Wissenschaften. Philologisch-Historische Klasse: Berichte über die Verhandlung, 41, 4, Seiten 55-69.
- 1889, Stoff und Form in der Sprache. In: Königlich-Sächsische Gesellschaft der Wissenschaften. Philologisch-Historische Klasse: Berichte über die Verhandlung, 41,8, Seiten 185 - 216.
- 1890, [Antrittsrede Berlin]. In: Sitzungsberichte der Königlich Preußischen Akademie der Wissenschaften zu Berlin, 34.
- 1901, Die Sprachwissenschaft. Ihre Aufgaben, Methoden und bisherigen Ergebnisse. Leipzig: Weigel Nachf., 2. Aufl.; 1.: 1891. Nachdruck: Tübingen, Narr, 1972 (TBL, 1).
- 1892, Handbuch zur Aufnahme fremder Sprachen. Berlín: E. S. Mittler & Sohn, 1892.
- 1892, Vorbereitendes zur Kritik des Kuantsï. In: Sitzungsberichte der Königlich Preußischen Akademie der Wissenschaften zu Berlin; 1892 (I); S. 1127-1152. Digitalisat, Berlín : Berlin-Brandenburgische Akademie der Wissenschaften, 2001
- 1892, Zur Beurteilung des koreanischen Schrift- und Lautwesens. In: Sitzungsberichte der Königlich Preußischen Akademie der Wissenschaften zu Berlin.
- 1893, Die Lehre vom vergleichenden Adverbialis im Altchinesischen. In: Sitzungsberichte der Königlich Preußischen Akademie der Wissenschaften zu Berlin.
- 1894, Die Verwandtschaft des Baskischen mit den Berbersprachen Nord-Afrikas nachgewiesen von Georg von der Gabelentz. Hrsg. nach d. hinterlassenen Manuskript durch Dr. A. C. Graf von der Schulenburg. Braunschweig: Sattler, 1894.
- 1894, Hypologie [=Typologie] der Sprachen. Eine neue Aufgabe der Linguistik. In: Indogermanische Forschungen 4, 1-7.